# Jodokus Jost
Jodokus Jost, genannt Jost von Brechershäusern (* vermutlich 2. November 1589 in Wynigen; † vor dem 24. August 1657 in Wynigen), war ein Schweizer Bauer und Chronist.
Jost war ein reicher Bauer auf dem Hof Brechershäusern in der Gemeinde Wynigen im Kanton Bern. Er verfasste eine Chronik aktueller Ereignisse vor Ort, in der Schweiz und weltweit, zu denen u. a. der Schweizer Bauernkrieg von 1653 und der Erste Villmergerkrieg von 1656 gehören.

## Textausgabe
- Die Chronik Josts von Brechershäusern, in: Burgdorfer Jahrbuch 25, 1958, 92–132

## Sekundärliteratur
- Alfred Bärtschi: Die Chronik Josts von Brechershäusern, in: Burgdorfer Jahrbuch 25, 1958, 79–92
- Richard Feller, Edgar Bonjour: Geschichtsschreibung der Schweiz vom Spätmittelalter zur Neuzeit, Basel ²1979, 1, 359 f
- Danièle Tosato-Rigo: La chronique de Jodocus Jost, miroir d'un paysan bernois au XVIIe siècle, Diss. Lausanne 2000